# ありがとうごじゃいます
『ありがとうごじゃいます』は、DOZが2010年8月23日に大韓民国でリリースしたシングルCDである。日本では同年12月8日に発売された。

## 収録曲
大韓民国保健福祉家族部の下部組織である青少年保護委員会によって「青少年有害媒体物」の指定を受けた曲(19歳未満に販売することや深夜から早朝を除く時間帯の放送が禁止となった曲)には「⑲」のマークを表示する。
1. ありがとうごじゃいます⑲
2. 初めて見た長い黒髪の彼女の姿⑲

## 解説
1曲目の「ありがとうごじゃいます」は「ありがとうごじゃいます」をひたすら連呼している歌であり、それが日本のツイッターやYouTube、ニコニコ動画内で注目を浴びる。
DOZは「日本へ行ってしまって別れた彼女への想いを日本語で伝えたい、でも自分が知っている日本語はただひとつ『ありがとうごじゃいます』だった」と語っており、曲の途中に出てくる韓国語の台詞は「日本語学校に通ったが、3年経ってもカタカナもできない」、だから「すみません」とのこと。
朝鮮語には「ざ」という発音が存在しないので「じゃ」という発音を用いている。